# Aptandraceae
Aptandraceae — родина квіткових рослин з порядку санталоцвітих (Santalales). Поширені у тропічних регіонах. Паразитують на коріннях інших рослин у вигляді дерев, кущів або ліан.

## Роди
Згідно з Angiosperm Phylogeny Website виділяють вісім родів. Згідно з базою Plants of the World Online всі ці роди відносяться до родини  Olacaceae.
- Anacolosa Blume
- Aptandra Miers
- Cathedra Miers
- Chaunochiton Bentham
- Harmandia Baillon
- Hondurodendron C. Ulloa, Nickrent, Whitefoord & Kelly
- Ongokea Pierre
- Phanerodiscus Cavaco